# Bozano
Bozano là một đô thị thuộc bang Rio Grande do Sul, Brasil. Đô thị này có diện tích 201,039 km², dân số năm 2007 là 2296 người, mật độ 11,42 người/km².